# Sublevaciones autonomistas de Borges

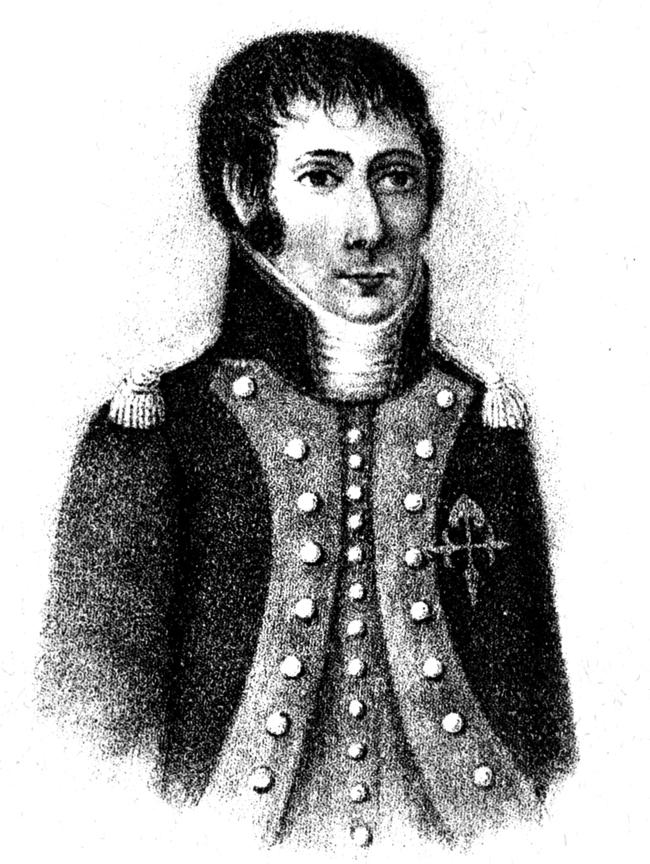
Retrato auténtico del coronel Juan Francisco Borges.

Las sublevaciones autonomistas de Borges fueron dos intentos del teniente coronel Juan Francisco Borges, en 1815 y 1816, para lograr la autonomía de la ciudad de Santiago del Estero y su jurisdicción, que desde 1814 formaba parte de la Gobernación Intendencia del Tucumán como una tenencia de gobierno. Ambos intentos fueron reprimidos rápidamente por fuerzas del gobernador de Tucumán y del Ejército del Norte respectivamente. Finalmente, tras la segunda revolución de Borges, el general Manuel Belgrano ordenó su fusilamiento, que fue llevado a cabo por el coronel Gregorio Aráoz de Lamadrid el primer día de 1817. Borges había declarado a Santiago del Estero como un Pueblo Libre, en sintonía con las ideas federales de José Gervasio Artigas y en contra del centralismo unitario del directorio supremo de las Provincias Unidas del Río de la Plata (futura República Argentina).

## Antecedentes

### Causas territoriales

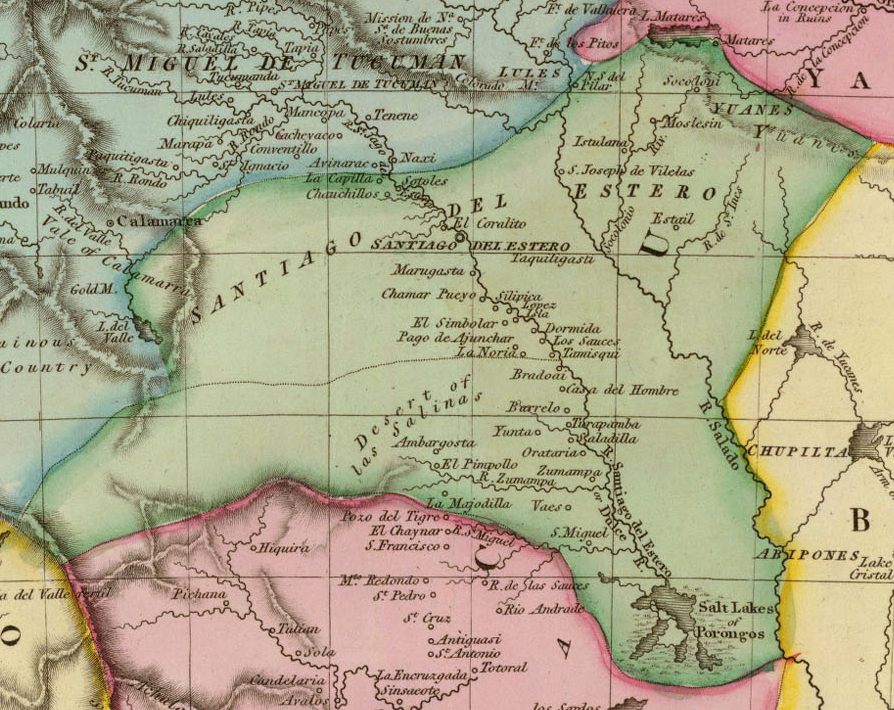
Jurisdicción de Santiago del Estero en 1812.

Desde la creación del Virreinato del Río de la Plata en 1776, la ciudad de Santiago del Estero y su jurisdicción formaban parte de la Gobernación Intendencia de Salta del Tucumán. Luego de la Revolución de Mayo de 1810 y con la consecuente nueva organización territorial de las Provincias Unidas del Río de la Plata, el director supremo Gervasio Antonio de Posadas dispuso el 8 de octubre de 1814 que la Gobernación Intendencia de Salta del Tucumán fuera dividida en otras dos. Una de ellas fue la Gobernación Intendencia de Tucumán, con capital en la ciudad de San Miguel de Tucumán y con jurisdicción además sobre los ciudades de San Fernando del Valle de Catamarca y Santiago del Estero. Esta última, rival histórica de la nueva capital de la intendencia, vio una vez más frustrada su aspiración de ser capital.
Estas modificaciones territoriales en todo el noroeste repercutieron negativamente entre los santiagueños, ya que no fueron consultados y juzgaron estas medidas como arbitrarias. Esto provocó en la población de Santiago del Estero el surgimiento de los anhelos autonomistas.

### Causas económicas
En los primeros años posteriores a la Revolución de Mayo, las familias patricias santiagueñas que formaban la élite política y económica local y que dominaban el cabildo, vieron severamente afectados sus intereses. Esto fue a consecuencia de la interrupción del comercio con el Alto Perú por la guerra de independencia y el enrolamiento en el Ejército del Norte de los hombres que formaban parte de la mano de obra en las estancias cercanas a la ciudad de Santiago del Estero con acceso al riego del río Dulce. A diferencia de ellos, los ganaderos de las márgenes del río Salado, alejados de la ciudad y de las funciones de gobierno, fueron incrementando su influencia en razón de la apertura del Puerto de Buenos Aires a la exportación de cueros y a la guerra en el Litoral y la Banda Oriental.
Cabe destacar que también existía en ese tiempo un malestar en toda la jurisdicción de Santiago del Estero, fundado en el cobro de los impuestos. Al ser San Miguel de Tucumán la capital de la provincia, allí se centralizaba el cobro de los tributos y la distribución de lo recaudado, que no era equitativo, y eso era uno de los temas reclamados por el cabildo santiagueño. Además se confiscaba el trigo santiagueño siguiendo órdenes de Buenos Aires.

### Causas políticas

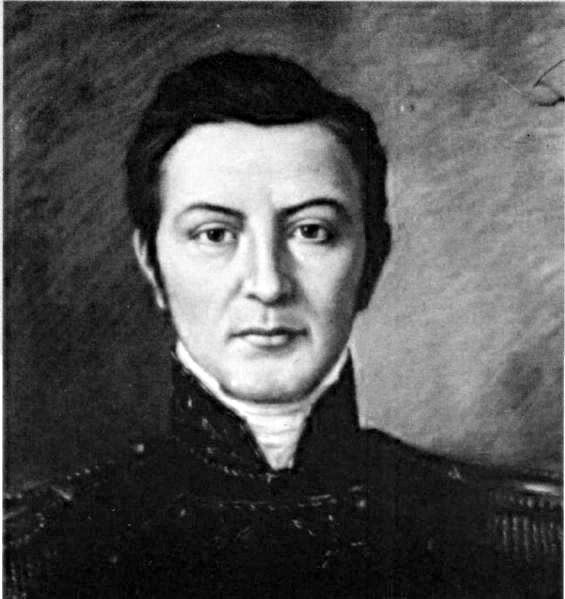
Bernabé Aráoz, gobernador tucumano.

A nivel nacional, a partir de 1813 comenzaron los conflictos entre las ideas del federalismo, lideradas por el brigadier José Gervasio Artigas en la provincia Oriental, y los partidarios del gobierno centralista y unitario del director supremo en Buenos Aires. En consecuencia, se formó la Liga de los Pueblos Libres, liderada por Artigas, que buscaba exaltar las autonomías provinciales, atender los justos reclamos del interior y potenciar el protagonismo de los gobernantes locales. Estos postulados encontraron simpatizantes en Santiago del Estero y fue el coronel Juan Francisco Borges quien encarnó esos ideales a nivel local.
Los santiagueños querían terminar con su carácter de ciudad subalterna y dejar de depender de San Miguel de Tucumán. Este anhelo era perseguido por Borges y estaba apoyado por los vecinos, el clero y el cabildo de Santiago del Estero. Por otro lado, existían grupos que simpatizaban y respondían al gobierno de Tucumán, entre ellos la pudiente familia Taboada.
En enero de 1815, Pedro Domingo Isnardi, exintegrante del Batallón de Patricios Santiagueños y conocido autonomista, asumió como teniente de gobernador de Santiago del Estero. Sin embargo, el gobernador intendente de Tucumán coronel Bernabé Aráoz, envió secretamente a Santiago del Estero a Juan Bautista Paz, en carácter de juez pesquisidor. A raíz de su informe, Aráoz destituyó en abril a Isnardi enviándolo al Fuerte de Abipones y colocó como jefe militar al comandante Antonio María Taboada (miembro de la familia Taboada, aliados de Aráoz).
En ese mismo mes se produjo la caída del unitario Carlos María de Alvear al frente del directorio supremo. Este suceso fortaleció los sentimientos autonomistas y federalistas en Santiago del Estero. Los vecinos, con el apoyo de las milicias de la ciudad, realizaron un cabildo abierto. Dicha reunión resolvió el envío de un petitorio al director supremo sustituto, Ignacio Álvarez Thomas, pidiendo la restitución de Isnardi y la autonomía de Santiago del Estero, además de sostenerlo en el cargo:

(...) no tuvimos un día más amargo que aquel aciago en que se estableció Tucumán en cabeza de provincia y se nos sometió a este Gobierno bajo el cuál no hemos experimentado otra cosa que vejaciones, insultos y despotismos.

Álvarez Thomas respondió al cabildo que esperase hasta la reunión del Congreso General del año siguiente en San Miguel de Tucumán, en donde se resolvería la forma de gobierno que conviniera a todos los pueblos.

## Primera sublevación

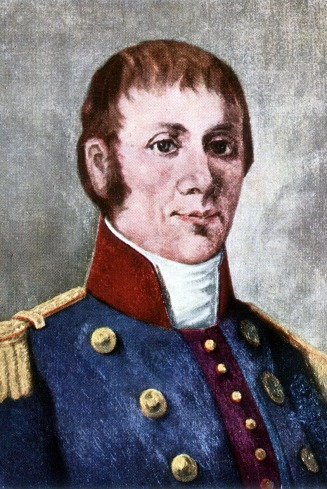
Juan Francisco Borges.

Ante la respuesta de Álvarez Thomas, Isnardi renunció y los aliados de Aráoz (entre ellos los Taboada) lograron que el cabildo eligiera como teniente de gobernador provisorio a Tomás Juan de Taboada, partidario de Aráoz. De esta manera, quedaba reafirmada la dependencia con Tucumán y Aráoz.
Este hecho desató en la madrugada del 4 de septiembre de 1815 una sublevación en Santiago del Estero encabezada por Juan Francisco Borges, quien con 70 partidarios intimó la renuncia a Taboada en su casa y lo destituyó de facto. Luego convocó al pueblo de la ciudad y, en medio del repique de campanas, fue proclamado gobernador provisorio en la plaza principal. Borges declaró a Santiago del Estero como uno de los Pueblos Libres, colocándose en sintonía con las ideas federales de Artigas.
Borges envió cartas informando de lo sucedido a Álvarez Thomas, al general José Rondeau, jefe del Ejército del Norte, y al gobernador tucumano Aráoz. Sin embargo, este último ya estaba al tanto de lo acontecido, ya que Miguel Achával, acompañado de Doroteo Olivera, se dirigieron a Tucumán despachando una nota del depuesto Taboada donde solicitaba un rápido auxilio.
Aráoz reaccionó rápidamente, enviando un contingente de milicias tucumanas liderada por el comandante Juan Francisco Lobo, que en Chauchillas se reforzó con gente armada por Taboada, quien había levantado campamento en Ardiles. El 7 de septiembre Borges se había dirigido hasta Jiménez donde constató la proximidad de sus adversarios. Regresó a Santiago del Estero, donde organizó la resistencia. Logró alistar a 200 hombres, pero estos se encontraban malamente armados con chuzas, cuchillos, palos y piedras. También cavaron una trinchera frente al Cabildo. A las tres de la madrugada del 8 de septiembre, los atacantes tucumanos tomaron la ciudad por asalto chocando con los autonomistas en la plaza principal y combatiendo la dura resistencia que se les opuso. El combate duró poco más de una hora, desde las acequias de la ciudad hasta el centro. Finalmente la ágil caballería tucumana aniquiló la resistencia de los rebeldes. Borges fue herido y los santiagueños dejaron de combatir cuando lo vieron caer, sangrando por las seis heridas que recibió. Sus hombres lo dieron por muerto y se dispersaron.
Cuando volvió en sí, se ocultó en una casa cercana. Sin embargo, fue descubierto tres días después por enviados de Antonio María Taboada. De inmediato esa misma noche, fue arrestado, amarrado y enviado preso a Tucumán. La fuerte contextura que tenía hizo que sanara rápidamente, y en una tarde de noviembre escapó de la prisión domiciliaria en que se hallaba y se asiló en Salta, bajo la protección del gobernador Martín Miguel de Güemes. Al año siguiente regresó a Santiago del Estero.
Aráoz retomó el control político y repuso a Tomás Juan de Taboada como su teniente de gobernador, totalmente afín a los intereses de Tucumán.

## Segunda sublevación

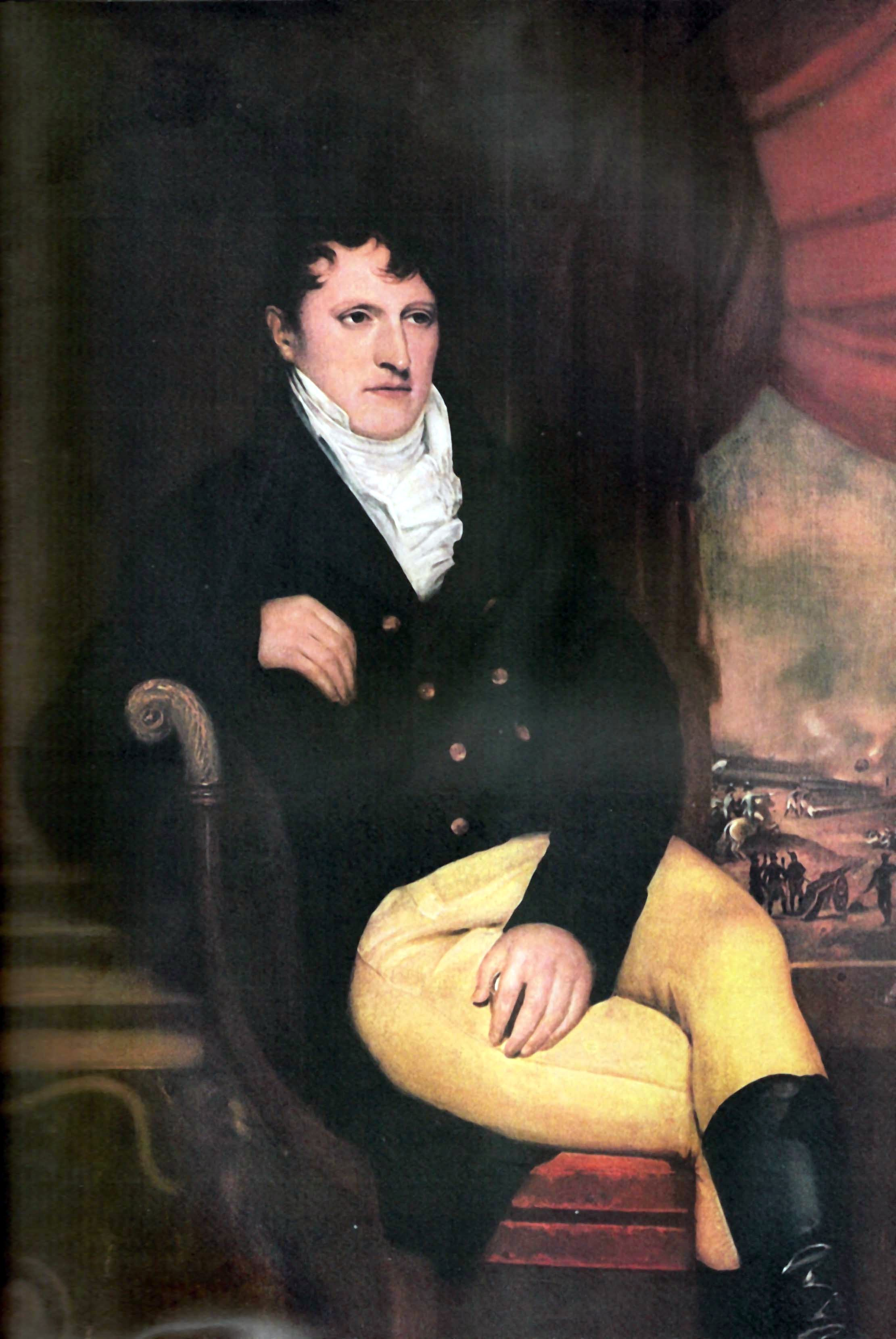
General Manuel Belgrano.

En Santiago del Estero la impopularidad de Tomás de Taboada motivó su renuncia al cargo de teniente de gobernador a mediados de 1816. A propuesta de Belgrano, el Congreso de Tucumán nombró el 23 de agosto al sargento Gabino Ibáñez como teniente de gobernador y comandante de armas de Santiago del Estero, quien asumió el cargo repudiado por Borges y sus partidarios.
En la noche del 10 de diciembre de 1816 estalló en Santiago del Estero el segundo movimiento revolucionario. Borges apresó al teniente de gobernador Ibáñez y lo envió a Loreto, donde fue entregado al capitán Florencio Avendaño, comandante de armas de esa localidad. Ibáñez respondía al gobernador Aráoz y sus más íntimos aliados, la familia Taboada. Borges asumió el cargo de gobernador provisorio por decisión popular. Lorenzo Gonzebat fue nombrado como su secretario y el capitán Lorenzo Lugones como jefe de milicias. La primera decisión tomada por Borges fue declarar la autonomía de Santiago del Estero. Luego se dirigió al interior de la provincia para reclutar milicias.
Inmediatamente el gobernador tucumano Aráoz informó al general Manuel Belgrano, argumentando falsamente que aquel levantamiento en Santiago del Estero era contra el Congreso de Tucumán y las Provincias Unidas del Río de la Plata, siendo que Borges solo buscaba cortar los lazos de dependencia con Tucumán.
El Congreso de Tucumán había decretado el 1 de agosto de 1816 fuertes castigos y la pena de muerte a los cabecillas de cualquier rebelión armada en contra de su autoridad. Es por ello que en la sesión del 13 de diciembre se votó por aplicar dicha ley en Santiago del Estero, a pesar de que los diputados santiagueños, Pedro Francisco Uriarte y Pedro León Díaz Gallo trataron de explicar a los demás congresales las verdaderas razones de las sublevación santiagueña. 

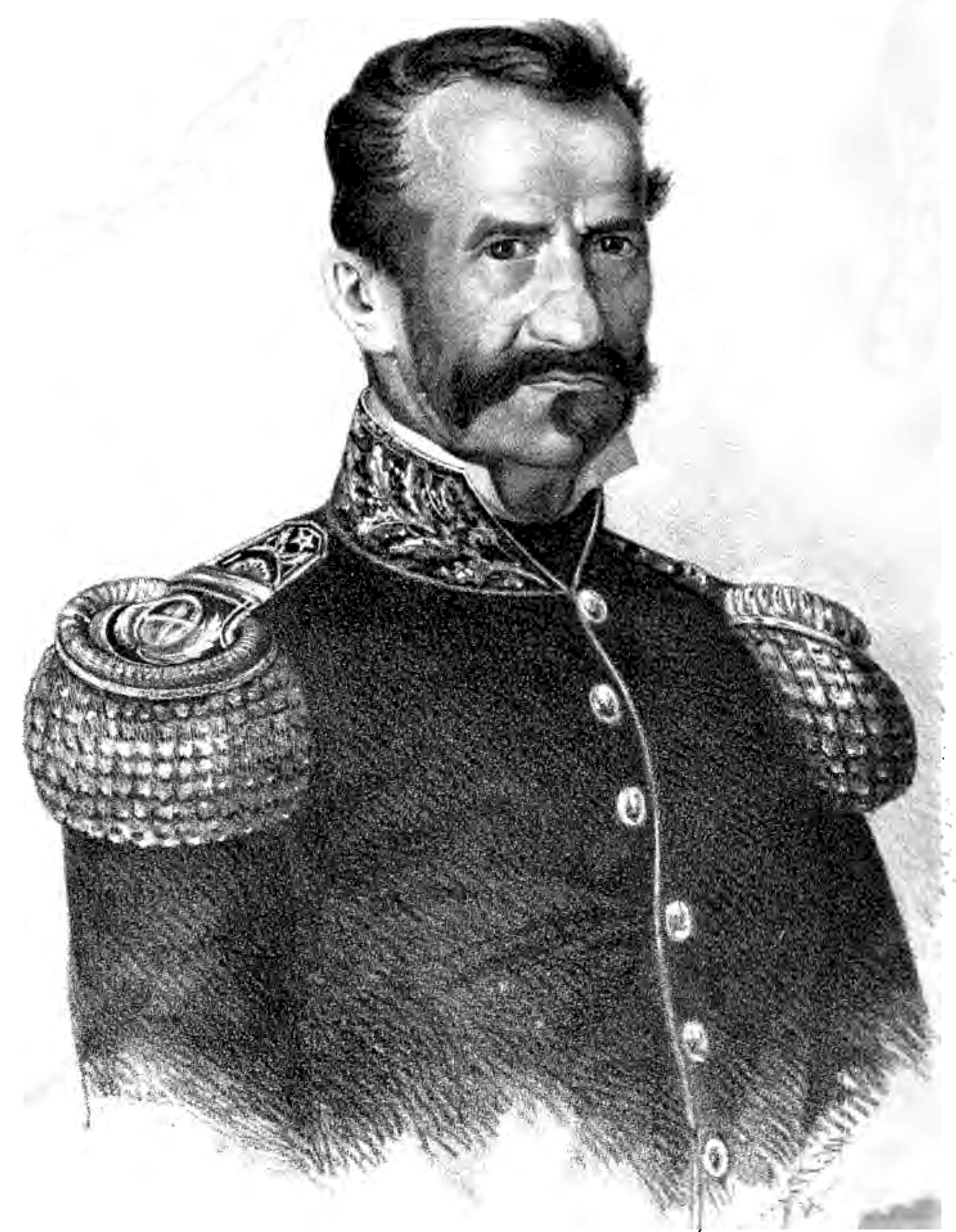
Coronel Gregorio Aráoz de Lamadrid.

Belgrano, monarquista y en contra de las ideas republicanas y federales de Artigas y Borges, reaccionó enviando por orden del Congreso un escuadrón de 100 húsares al mando del comandante Gregorio Aráoz de Lamadrid y tras ellos 200 infantes, 50 dragones y 2 piezas de artillería, al mando de Juan Bautista Bustos con el objeto de sofocar la sublevación.
Borges se retiró de Santiago del Estero hacia Loreto y luego hacia Santa Lucía. Reunió unos 500 hombres, pero el 27 de diciembre fue localizado y derrotado por Lamadrid y sus húsares en el combate de Pitambalá (en el actual Departamento San Martín), dejando 30 rebeldes muertos y 80 prisioneros. Borges fue perseguido desde Saló hasta Sabayanta y se refugió en Guaype, en la casa de Leandro Taboada (comandante rural y hermano de los Taboada, aliados de Aráoz); pero este lo entregó a Lamadrid.
El día 28 de diciembre, Belgrano hizo cumplir rigurosamente las órdenes del Congreso de Tucumán de castigar con pena de muerte al cabecilla rebelde. Juan Francisco Borges fue fusilado sin juicio ni defensa el 1 de enero de 1817 en el cementerio del convento de Santo Domingo, a donde había sido llevado para recibir la confesión del padre Ibarzábal. Sus partidarios también fueron apresados: Lorenzo Lugones, Pedro Pablo Montenegro y Lorenzo Goncebat, no fueron ejecutados por intercesión de José María Paz, quien había sido designado por Belgrano para interrogar a Borges. Media hora después de la ejecución, Aráoz de Lamadrid recibió un indulto remitido por Belgrano, que daba contramarcha con la orden de ejecución.
Una vez restaurada la paz en Santiago del Estero, Gabino Ibáñez fue nombrado nuevamente como teniente de gobernador y las autoridades tucumanas retomaron el control. Belgrano reconoció como "legión restablecedora del orden" a las tropas de Aráoz de Lamadrid, que derrotaron la insurgencia de Borges y sus hombres. En memoria y gratitud por aquel hecho de armas, el director supremo Juan Martín de Pueyrredón concedió a esos militares, el 4 de febrero de 1817, por haber obtenido la pacificación de Santiago del Estero, un escudo de distinción en paño celeste, que debían llevar sobre el brazo izquierdo con letras de oro, con la inscripción: "honor a los restauradores del orden".
La Provincia de Santiago del Estero se separaría de Tucumán en 1820. Muchos años más tarde, sus habitantes reconocieron a Borges como el precursor del federalismo y la autonomía santiagueña, considerándolo uno de sus héroes.